# Honey Lake
Der Honey Lake (Honigsee) ist ein endorheischer (abflussloser) See im Lassen County im Nordosten Kaliforniens nahe der Grenze zu Nevada. Je nach Wetter und Jahreszeit variiert der Wasserstand und damit auch die Fläche des Sees; zeitweilig fällt er auch komplett trocken.

## Geschichte
Während des Pleistozäns waren der Honey Lake und das ihn umgebende Tal Teil des Lake Lahontan im Westen Nevadas mit einem Wasserspiegel auf 1332 m Höhe, etwa 115 m höher als der des Honey Lake im Jahr 1984. Die Verbindung zum Lake Lahontan führte durch den Astor Pass nördlich der Virginia Mountains in den Pyramid Lake und durch den Sand Pass in die Smoke Creek Desert im Nordosten. Beide Pässe befinden sich auf einer Höhe von ungefähr 1224 m.